# Sylda
Sylda este o comună din landul Saxonia-Anhalt, Germania.